# Ernst-Reuter-Straße (Hof)
Die Ernst-Reuter-Straße ist eine Hauptstraße sowie die größte Straße in der kreisfreien Stadt Hof, sie ist die wichtigste Nord-Süd-Verbindung. Im Süden verläuft die Straße weiter als Kraftfahrstraße.

## Lage und Geschichte
Die Ernst-Reuter-Straße ist etwa drei Kilometer lang. Im Norden schließt noch ein Teil der Hofecker Straße an, im Süden verläuft die Straße weiter als B15. Die Straße führt durch die meisten westlichen Hofer Stadtteile, sie zieht sich durch die Stadtteile Ziegelacker-Hofeck, Neuhof, Geigengrund, Münsterviertel, Anspann, die B15 im Süden verläuft dann weiter durch die Stadtteile Krötenbruck und Moschendorf, vorbei am Otterberg. An der Ernst-Reuter-Straße liegt auch der Berliner Platz. Die Ernst-Reuter Straße liegt westlich der Bahnstrecke nach Leipzig und der Bahnstrecke nach Bad Steben, letztere unterquert die Straße nördlich des Bahnhof Neuhof und verläuft daraufhin westlich der Straße.
An der Ernst-Reuter-Straße bestehen sowohl neue Gebäude, wie etwa Verwaltung- oder Geschäftsgebäude, als auch große Teile aus den 1950er Jahren, es finden sich aber auch Bebauung aus der Gründerzeit. Eine bauliche Dominante war lange Zeit der Büroturm des Gerichtsgebäudes, ein klassisches Bauwerk der 1950er Jahre das 2014 abgerissen wurde. Benannt wurde die Straße nach dem SPD-Politiker Ernst Reuter.
Die Ernst-Reuter-Straße ist größtenteils vierspurig ausgebaut, mit den Abbiegespuren teilweise sogar sechsspurig. Im Süden verläuft die B15 weiter als Kraftfahrstraße, ebenfalls vierspurig. Alle Bundesstraßen die durch Hof verlaufen, die B2, B15 und B173, führen über die Ernst-Reuter-Straße. 2019 wurde die Sanierung der Straße abgeschlossen, dabei wurde Flüsterasphalt verbaut.

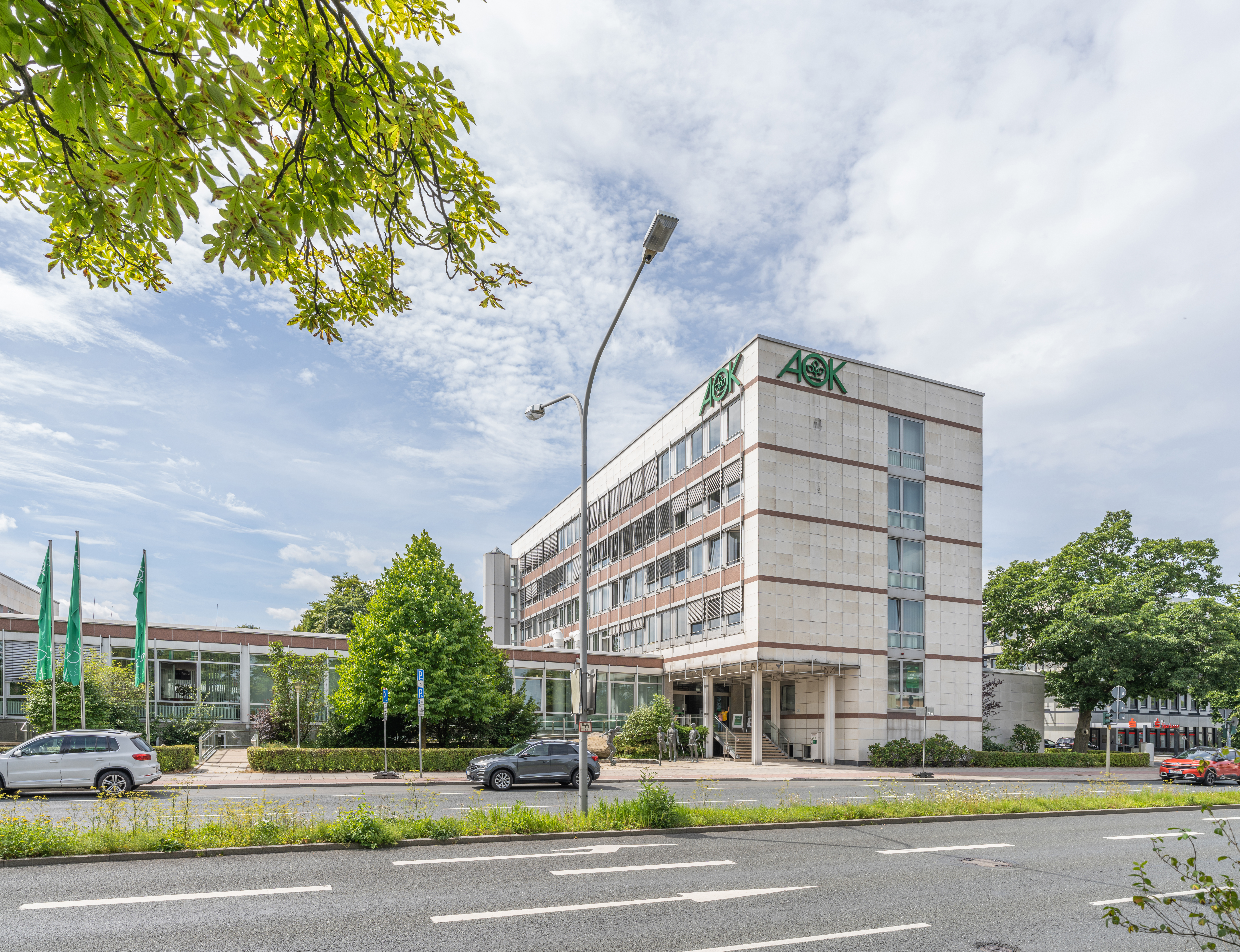
AOK-Geschäftsstelle Hof
Entlang der Freiheitshalle
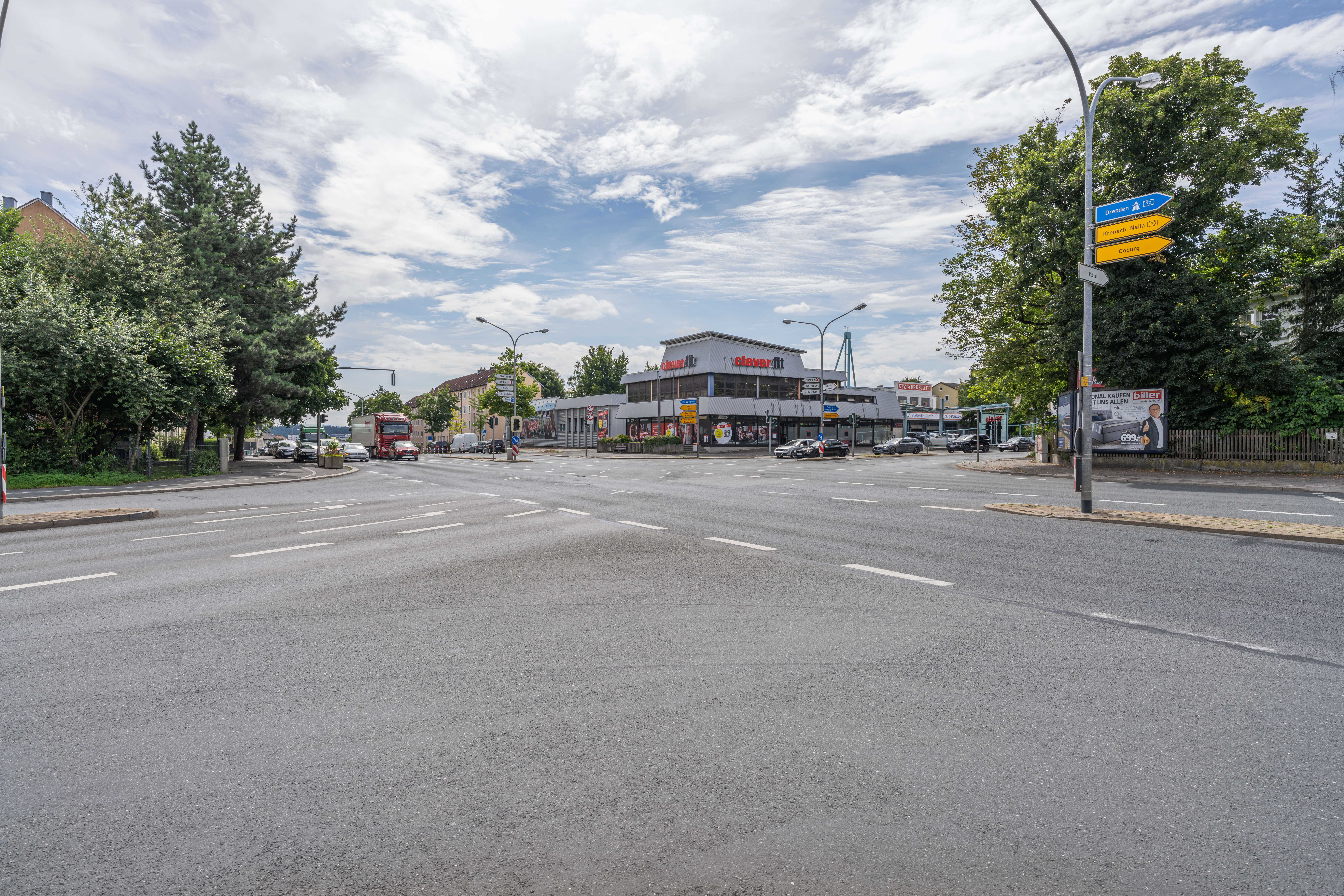
Kreuzung Ernst-Reuter-Straße/Kulmbacher Straße
Berliner Platz
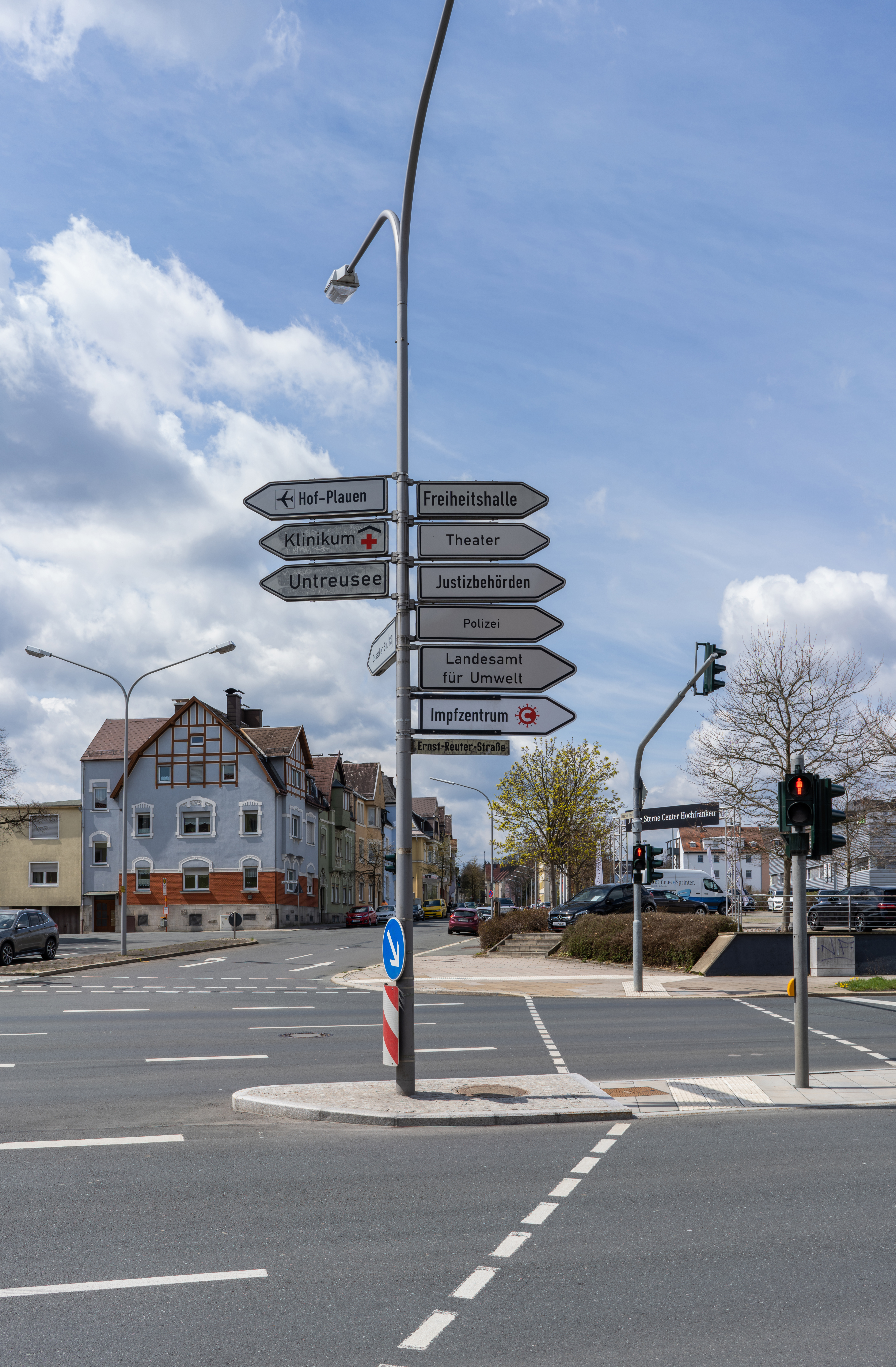
Kreuzung Ernst-Reuter-Straße/Ossecker Straße
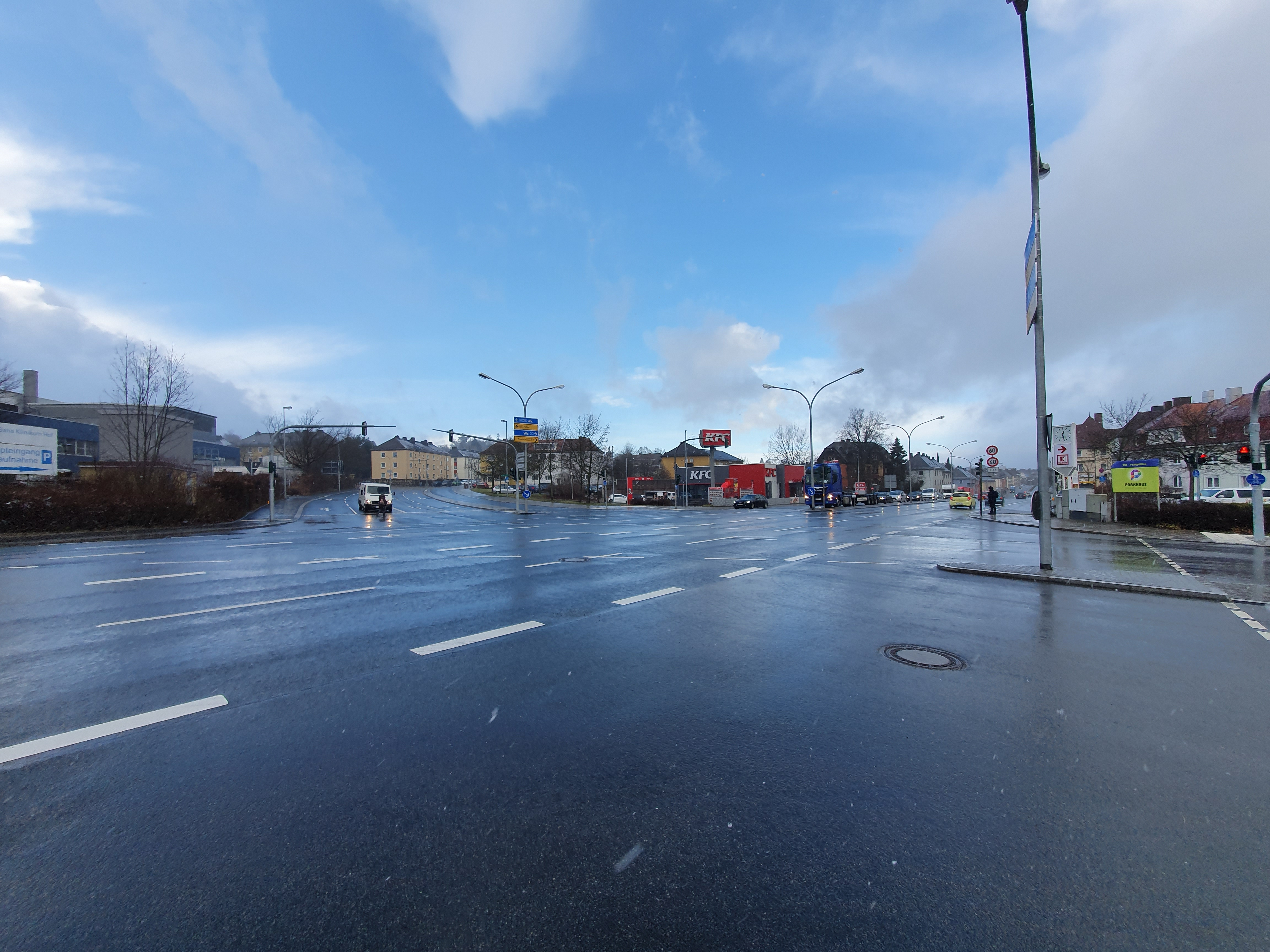
Kreuzung Ernst-Reuter-Straße/Richard-Wagner-Straße
Kreuzung Ernst-Reuter-Straße/Stephanstraße
Ernst-Reuter-Straße, gesehen von einer Verkehrsinsel

## Sehenswürdigkeiten und Einrichtungen

### Kultur
- Die Lutherkirche befindet sich ganz im Norden der Straße, im nordwestlichen Stadtteil Ziegelacker-Hofeck.
- Die Konradskirche wurde 1954 fertiggestellt und ist eine Kirche der Pfarrei Bernhard Lichtenberg.[3]
- Der Volksfestplatz liegt an der Ernst-Reuter-Straße, hinter der Freiheitshalle. Auf dem Platz finden verschiedene Veranstaltungen statt wie Festivals und auch das Hofer Volksfest.
- Die Freiheitshalle ist die größte Veranstaltungshalle im nordöstlichen Bayern, sie bietet Platz für über 6000 Menschen, und war schon häufig Ort großer Fernsehshows und Konzerten.[4]
- Östlich an der B15 liegt der Otterberg, ein innerstädtischer Wald auf einem Hügel, dem Otterberg
- Ebenfalls in der Nähe der B15 liegt der Untreusee, ein Stausee der ein Naherholungsgebiet in Hof ist.

### Einrichtungen
- In der Nähe der Straße befindet sich das Bayerische Landesamt für Umwelt
- Unweit davon liegt die Geschäftsstelle der AOK[5]
- Am Berliner Platz befindet sich das Amts- sowie das Landgericht Hof[6]
- Auch das Bayerische Rote Kreuz hat an der Straße ihren Sitz[7]
- An der Straße befindet sich auch das Hofer Finanzamt
- Weiter südlich befindet sich dann die Agentur für Arbeit
- An der B15 liegt das Sana-Klinikum, das Hofer Krankenhaus[8]
- Die Diakonie am Campus, eine Berufsschule der Diakonie Hochfranken folgt im Südosten
- In der Nähe der B15 befindet sich auch die Justizvollzugsanstalt Hof-Moschendorf[9]

### Verkehr
Die Kraftfahrstraße, auf der die B15 im Süden weiter verläuft, dient als Zubringer zur A93.
An der Ernst-Reuter-Straße befinden sich die Bushaltestellen Am Milchhof, Leopoldstraße, Konradskirche, Freiheitshalle im Norden und den Umsteigepunk Anspann/Klinikum im Süden. Die Bushaltestellen werden von Stadtbussen der HofBus GmbH sowie Regionalbussen. Über die Jahnstraße ist die Ernst-Reuter-Straße mit der Marienstraße in der Innenstadt verbunden.